# Oostenrijk op het Eurovisiesongfestival 1982
Oostenrijk nam deel aan het  Eurovisiesongfestival 1982, gehouden  in Harrogate, Verenigd Koninkrijk. Het was de 21ste deelname van het land aan het festival.

## Selectieprocedure
De Oostenrijkse omroep koos ervoor om dit jaar opnieuw een nationale finale te organiseren om hun kandidaat aan te duiden voor het festival.

## In Harrogate
Op het festival in Harrogate moest Oostenrijk aantreden als 10de, na Zweden en voor België. Na het afsluiten van de stemmen bleek dat Oostenrijk op een 9de plaats was geëindigd met 57 punten.
Van Nederland kreeg het geen punten, van België kreeg het 6 punten.

### Gekregen punten

#### Finale
| 12 punten | 10 punten              | 8 punten | 7 punten           | 6 punten              |
| --------- | ---------------------- | -------- | ------------------ | --------------------- |
|           | - Verenigd Koninkrijk  | - Spanje | - Cyprus - Turkije | - België - Denemarken |
| 5 punten  | 4 punten               | 3 punten | 2 punten           | 1 punt                |
| - Ierland | - Israël - Joegoslavië |          |                    |                       |

### Punten gegeven door Oostenrijk

#### Finale
Punten gegeven in de finale:
| 12 punten | Verenigd Koninkrijk |
| 10 punten | Zwitserland         |
| 8 punten  | Zweden              |
| 7 punten  | Israël              |
| 6 punten  | Noorwegen           |
| 5 punten  | Cyprus              |
| 4 punten  | België              |
| 3 punten  | Turkije             |
| 2 punten  | Luxemburg           |
| 1 punt    | Duitsland           |

1957 · 1958 · 1959 · 1960 · 1961 · 1962 · 1963 · 1964 · 1965 · 1966 · 1967 · 1968 · 1969-1970 · 1971 · 1972 · 1973-1975 · 1976 · 1977 · 1978 · 1979 · 1980 · 1981 · 1982 · 1983 · 1984 · 1985 · 1986 · 1987 · 1988 · 1989 · 1990 · 1991 · 1992 · 1993 · 1994 · 1995 · 1996 · 1997 · 1998 · 1999 · 2000 · 2001 · 2002 · 2003 · 2004 · 2005 · 2006 · 2007 · 2008-2010 · 2011 · 2012 · 2013 · 2014 · 2015 · 2016 · 2017 · 2018 · 2019 · 2020 · 2021 · 2022 · 2023 · 2024 · 2025